# Julia Christiansen Hoffman

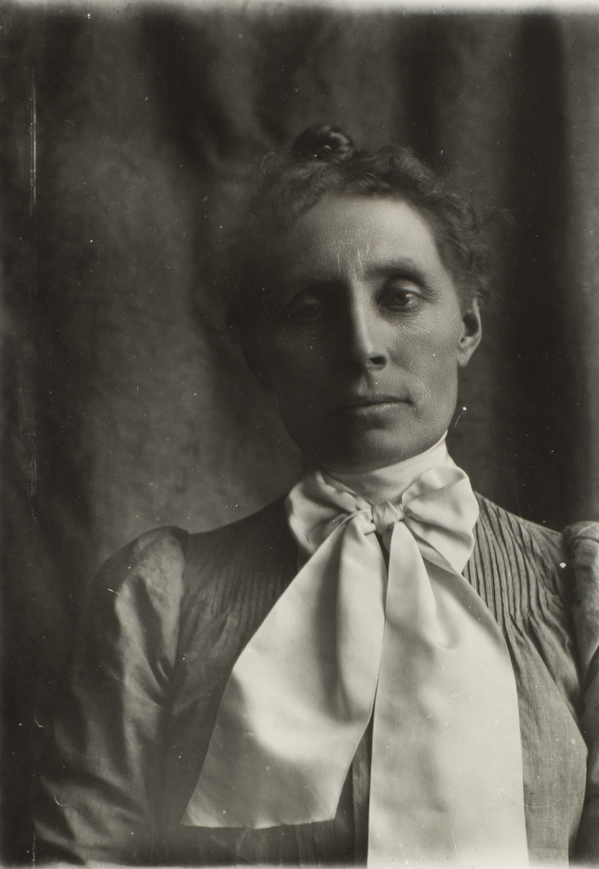
Julia E. Hoffman ca. 1890

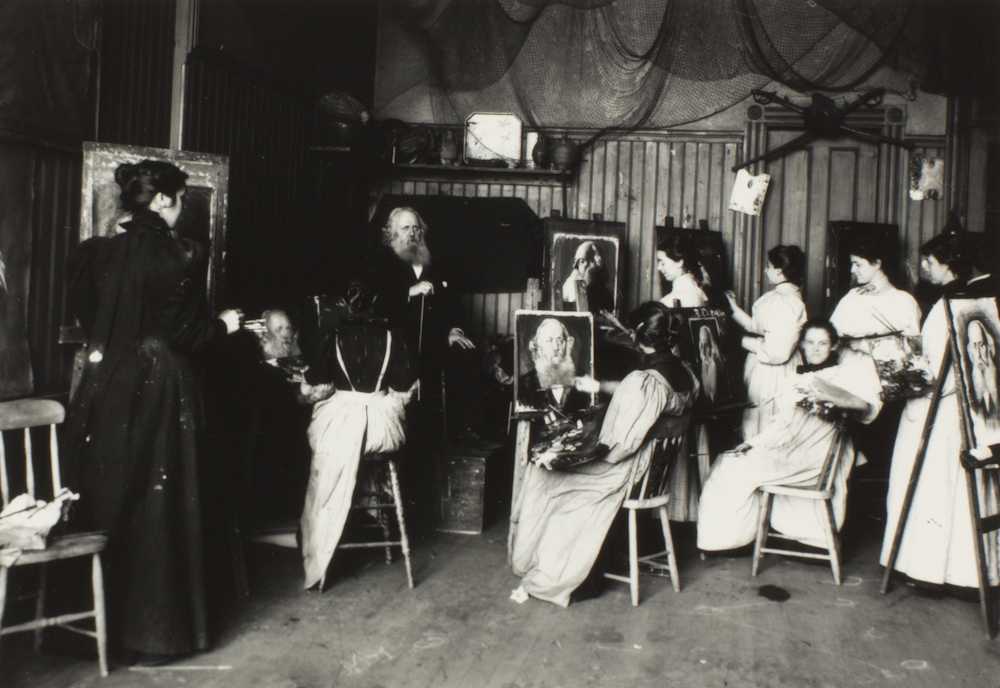
Malkurs von Frank DuMond im Atelier von Julia E. Hoffman in Portland, Oregon, ca. 1895

Julia Hoffman, geb. Julia Elizabeth Christiansen (* 30. März 1856 in Manti, Utah; † 30. November 1934 in Portland, Oregon) war eine US-amerikanische Künstlerin und Kunstmäzenin, die die Arts-and-Crafts-Bewegung in Portland, Oregon, förderte.

## Leben
Julia Elizabeth Christiansen wurde als Tochter dänischer Einwanderer, Hamond und Elizabeth Christiansen, in Manti, Utah, geboren. 1881 zog sie nach Portland und heiratete 1883 den Bauunternehmer Lee Hoffman. Das Paar hatte zwei Kinder: Lee Hawley (* 1884) und Margery (* 1888). Nach dem Unfalltod ihres Mannes 1895 zog Julia Hoffman mit ihren Kindern nach Boston, wo sie Kunst studierte und Mitglied der Society of Arts and Crafts wurde. 1906 kehrte sie nach Portland zurück und engagierte sich in der lokalen Kunstszene.
Neben der Malerei hat sich Julia Hoffman auch mit Keramik, Metallarbeiten, Fotografie und Bildhauerei beschäftigt. Julia Hoffman gründete 1907 die Arts and Crafts Society (später Oregon College of Arts and Crafts). Im Jahr 1902 wurde sie das erste lebenslange Mitglied der Portland Art Association, dem Vorläufer des Portland Art Museum. Julia Hoffman beteiligte sich an der Gründung der Museum Art School und übernahm die Kosten für das Gehalt des ersten Design-Dozenten. Sie studierte bei Frank Vincent DuMond, der seine Kurse auf dem Dachboden von Julia Hoffmans Haus abhielt. Ihre Tochter, Marjorie Hoffman Smith, beaufsichtigte die Herstellung von Kunstgegenständen für das Works-Progress-Administration-Projekt in der Timberline Lodge. Julia Hoffman starb an den Verletzungen, die sie bei einem Autounfall erlitten hatte.